# 斯特凡·钱巴尔
斯特凡·钱巴尔（1908年12月17日—1990年7月18日），斯洛伐克男子足球运动员，司职中场。他曾代表捷克斯洛伐克国家队参加1934年国际足联世界杯，结果队伍获得亚军。